# Émile Fiévet
Émile Fiévet (25 maggio 1886 – 23 novembre 1952) è stato un calciatore francese, di ruolo difensore.

## Carriera

### Club
Con l'Olympique Pantin segnò la prima rete della storia di una finale di Coppa di Francia. Aprì infatti le marcature di Olympique Pantin-Olympique Lione, ultimo atto della prima edizione della manifestazione. Segnò poi un'altra rete e l'incontro finì 3-0 per i suoi, che si aggiudicarono così la prima edizione del trofeo. L'anno seguente arrivò nuovamente in finale, perdendo questa volta per 3-2 contro il CASG Parigi.

### Nazionale
Ha collezionato una presenza con la propria nazionale.

## Statistiche

### Cronologia presenze e reti in nazionale
| Cronologia completa delle presenze e delle reti in nazionale ― Francia | Cronologia completa delle presenze e delle reti in nazionale ― Francia | Cronologia completa delle presenze e delle reti in nazionale ― Francia | Cronologia completa delle presenze e delle reti in nazionale ― Francia | Cronologia completa delle presenze e delle reti in nazionale ― Francia | Cronologia completa delle presenze e delle reti in nazionale ― Francia | Cronologia completa delle presenze e delle reti in nazionale ― Francia | Cronologia completa delle presenze e delle reti in nazionale ― Francia |
| Data                                                                   | Città                                                                  | In casa                                                                | Risultato                                                              | Ospiti                                                                 | Competizione                                                           | Reti                                                                   | Note                                                                   |
| ---------------------------------------------------------------------- | ---------------------------------------------------------------------- | ---------------------------------------------------------------------- | ---------------------------------------------------------------------- | ---------------------------------------------------------------------- | ---------------------------------------------------------------------- | ---------------------------------------------------------------------- | ---------------------------------------------------------------------- |
| 17-3-1912                                                              | Torino                                                                 | Italia                                                                 | 3 – 4                                                                  | Francia                                                                | Amichevole                                                             | -                                                                      |                                                                        |
| Totale                                                                 |                                                                        | Presenze                                                               | 1                                                                      |                                                                        | Reti                                                                   | 0                                                                      |                                                                        |

## Palmarès

### Club

#### Competizioni nazionali
- Coppa di Francia: 1

O. Parigi: 1917-1918
- Trophée de France: 1

O. Parigi: 1916